# شهرستان بایزق
شهرستان بایزق ((به قزاقی: Байзақ ауданы)، بايزاق اۋدانى) یک سکونتگاه مسکونی در قزاقستان است که در استان جامبیل واقع شده‌است.

## خصوصیات
شهرستان بایزق  ۹۳٬۸۸۱ نفر جمعیت دارد.